# Aquarius uruguayensis
Aquarius uruguayensis (лат.) — гелофитное травянистое растение, вид рода Аквариус (Aquarius) семейства Частуховые (Alismataceae). Популярное аквариумное растение, которое в аквариумистике более известно под синонимичным названием Echinodorus osiris, поскольку длительное время вид относился в роду Эхинодорус (Echinodorus).

## Описание
Гелофитное травянистое растение, достигающие высоты 40–50 см. Корневище крупное, стелющееся.
Листья продолговатые, ланцетовидной формы, собранные в розетку. Черешки листьев несколько короче листовых пластин. Окраска листьев зелёная с тёмными крапинками, с ярко выраженным рисунком прожилок. Окраска листьев варьирует от тёмно-зелёной у крупных кустов до карминно-красной у молодых растений.
В природе встречается в Бразилии.

## Синонимы
Согласно данным GBIF на август 2025 года в синонимику вида входят следующие названия:
- = Echinodorus africanus Rataj
- = Echinodorus aschersonianus Graebn.
- = Echinodorus grandiflorus var. pusillus Micheli
- = Echinodorus horemanii Rataj
- = Echinodorus janii Rataj
- = Echinodorus martii var. uruguayensis (Arechav.) Hauman
- = Echinodorus osiris Rataj
- ≡ Echinodorus uruguayensis Arechav.basionym
- = Echinodorus uruguayensis var. minor Kasselm.
- = Echinodorus veronikae Rataj
- = Echinodorus viridis Rataj

## Культивирование
При содержании растения в аквариуме оптимальная температура составляет 22—24 °C, однако растение переносит её снижение вплоть до 15—16 °C. Повышение температуры до 26 °C ускоряет развитие, но растение истощается и быстро гибнет. Вода должна быть средней жёсткости, 4—16 немецких градусов, нейтральной или слабощелочной (pH 6,8—7,5). Растение плохо переносит мягкую слабокислую воду. Желательна периодическая подмена части воды. Мутная вода нежелательна, так как оседающая на листьях муть вредит эхинодорусу. В периоды бурного роста необходимо внесение минеральных удобрений и микроэлементов, в особенности солей двухвалентного железа. Освещение должно быть очень ярким, по спектральному составу близким к естественному. При недостаточном освещении растение мельчает, болеет и гибнет. Световой день должен составлять 10—14 часов. Грунт должен быть питательным, состоять из смеси крупного песка со средней и крупной галькой с примесью глины и быть умеренно заилённым. При избытке ила у растения могут загнивать корни.
В аквариуме Echinodorus osiris размножается вегетативно, образуя цветочные стрелки, на которых появляются дочерние растения. Стрелку, на которой образовались дочерние растения, необходимо прижать к грунту для их укоренения. После того, как молодые растения укоренятся и образуют 4—5 крупных листьев, их можно отделять от стрелки. Образование нескольких цветочных стрелок сильно истощает растение и может привести к его гибели, поэтому следует удалять лишние стрелки. Эхинодорус также может образовывать дочерние растения на отростках корневища. От корневища молодые растения можно отделять после образования 4—5 листьев и 2—3 корешков. Этот способ размножения материнские кусты не истощает.